# Zavinograđe
Zavinograđe (en serbe cyrillique : Завинограђе) est une localité de Serbie située dans la municipalité de Prijepolje, district de Zlatibor. Au recensement de 2011, elle comptait 1 192 habitants.
Zavinograđe est officiellement classé parmi les villages de Serbie.

## Démographie

### Évolution historique de la population
| 1948 | 1953 | 1961 | 1971 | 1981  | 1991  | 2002  | 2011  |
| ---- | ---- | ---- | ---- | ----- | ----- | ----- | ----- |
| 456  | 505  | 550  | 681  | 1 194 | 1 527 | 1 272 | 1 192 |

|  |